# Počítačová lingvistika
Počítačová nebo komputační lingvistika je obor aplikované lingvistiky věnující se studiu přirozeného jazyka s využitím výpočetní techniky. Někdy se ztotožňuje s matematickou lingvistikou, jindy se považuje za její podobor (společně např. s korpusovou lingvistikou).
Využívá metody zpracování přirozeného jazyka a spojuje poznatky tradiční lingvistiky, empirické korpusové lingvistiky s prostředky formálních disciplín, jako jsou logika, algebra, statistika a informatika.